# Chromodoris elisabethina
Chromodoris elisabethina Bergh, 1877 è un mollusco nudibranchio della famiglia Chromodorididae.

## Descrizione
Corpo con grossa macchia centrale azzurro-blu, cerchiata e screziata in nero, bordi del mantello bianchi. rinofori giallo-arancio.

## Biologia
Si nutre di spugne del genere Dysidea.

## Distribuzione e habitat
Oceano Pacifico occidentale, raro nell'Oceano Indiano.